# Monasterio de Santa María (Herrera)
El monasterio de Herrera, actualmente conocido como Yermo Camaldulense de Nuestra Señora de Herrera, se encuentra situado en los Montes Obarenes, cerca de Herrera, en el término municipal de Miranda de Ebro, Burgos (España). Esta próximo a los límites con La Rioja y Álava, y se sitúa a 11 km al sureste de Miranda y a 16 km al noroeste de Haro (en coche). Perteneció jurisdiccionalmente a Haro hasta que en una de las divisiones provinciales quedó asociada a la provincia de Burgos.
Se trata del único monasterio regido por la Congregación de Eremitas Camaldulenses de Monte Corona en España.

## Historia

### Orígenes
Previo a la fundación de este monasterio había en el lugar otro llamado Monasterio de San Martín de Ferrara, con referencias del año 1044.
A mediados del siglo XII, un monje benedictino del antiguo priorato de Valdefuentes en Villafranca Montes de Oca (Burgos), llamado Guillermo "el Cordial", instó a sus monjes a adoptar la regla del Císter, dejando el priorato. En esas fechas el mismo cambio de regla sucedía en una cercana abadía femenina de Santo Domingo de la Calzada, cuyas integrantes pasarían a levantar el Monasterio de Cañas.
El proyecto de monasterio que tenían los cistercienses recibe apoyos de la nobleza: el 1 de septiembre de 1169, encontrándose en Tudela acompañado del obispo riojano Rodrigo de Cascante, Alfonso VIII de Castilla dona un territorio en Sajazarra para que formasen un nuevo priorato. En 1171, Alfonso VIII dona más tierras en Herrera, Herreruela, Hormanza y Armiñón, además de varios privilegios, por lo que lo declaran abadía. Es entonces cuando deciden trasladar el monasterio a Herrera. Facilitó esta operación una donación que el 10 de octubre de 1172, la familia Aguirre de Santo Domingo de la Calzada, entregó al rey: la mitad de la villa de Artega. En 1176 los monjes de Sajazarra comenzaron a levantar el nuevo monasterio, bajo la advocación de Santa María la Real. Guillermo "el Cordial" sería el primer abad.
En 1203 Alfonso VIII, a petición del obispo riojano Juan, dona al monasterio una heredad en Bilibio. El 13 de junio de 1253, estando Alfonso X en Sevilla, dona a los monjes una casa que poseía en Cerezo, heredades de Baños, Azofra y Alesanco, además de 100 maravedís procedentes de Salinas de Añana. La localidad de Haro ha tenido históricamente numerosas disputas con el monasterio, sobre todo en cuanto a términos y pastos.

### Desamortización de Mendizábal
La presencia cistercienses es interrumpida en 1835, cuando a causa de la desamortización de Mendizábal debieron abandonarlo. El monasterio es ocupado en 1897 por carmelitas descalzos, quienes lo abandonaron en 1905 al no poder acomodarlo a las exigencias de la orden. Fueron sustituidos por monjas trapenses procedentes de Francia, abandonándolo en 1921 para volver a su país al permitírselo la situación política del momento. En 1923 lo adquiere la Congregación de Eremitas Camaldulenses de Monte Corona, para practicar el eremitismo romualdino. Desde entonces lo llaman "Yermo", lo que literalmente significa "desierto".

### Actualidad
A fecha de 2017, vivían en el Yermo 12 ermitaños, el máximo de su capacidad, ya que consta únicamente de 12 celdas. Si bien la mayoría de los hermanos eran españoles, (de Andalucía, Valencia, Murcia, Madrid...), también había monjes de Corea, Portugal e Italia. Los hermanos llevan una pequeña hospedería, donde solo reciben a huéspedes varones.
Lo que fuera refectorio del monasterio cisterciense es utilizado como iglesia, toda vez que la iglesia propiamente dicha se halla en ruinas. En el lugar rige la regla benedictina (al igual que entre cistercienses o benedictinos) y una estricta clausura, por lo que son posibles solo las visitas masculinas los días martes y jueves, en horario de 15:30 a 17:30.

## Descripción

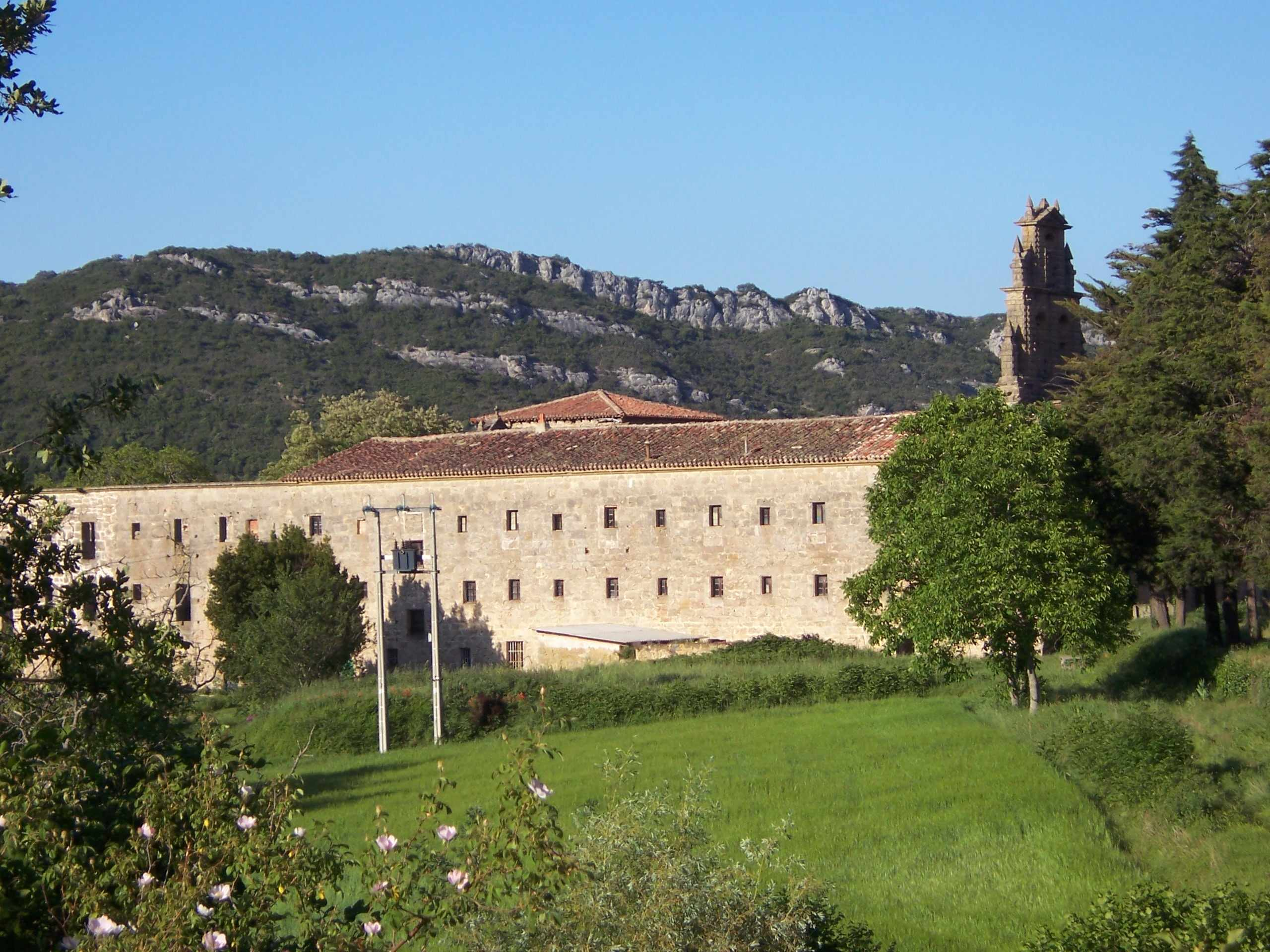
Iglesia semiderruida

No existen núcleos habitados en las cercanías, pues la pequeña aldea a la que dio nombre, Herrera, quedó yerma desde antiguo y alguna casa dispersa está ahora abandonada. Sólo las montañas y los bosques rodean el paraje. En la parte baja de la hondonada, los monjes explotaron en el pasado algunas salinas, aprovechando la evaporación de los caudales que rendían un pequeño manantial salobre. Los rudimentarios depósitos que se construyeron fueron modernizándose con el tiempo y aun son apreciables en un avanzado estado de abandono. En una ladera, junto al camino de acceso, perduran ciertas excavaciones troglodíticas que aparentan ser emplazamientos de ermitaños, quizás los antecesores altomedievales del cenobio actual.
Una recia muralla que aísla por completo la propiedad impide el paso franco y la visión, por lo que desde el exterior solo se divisa una hermosa espadaña barroca de tres vanos, vacíos de campanas, y hecha con sillares almohadillados, un torreón cuadrado con el reloj y algunas dependencias, entre las que destaca la iluminada con un amplio rosetón. El portón de acceso se cobija con una amplia tejavana
.

## Personajes célebres
- Plácido de Luzuriaga (siglo XVI), abad natural de Narvaja (Álava) que llegó a alcanzar fama de santo.[7][8]

## Autoabastecimiento
Los monjes de Herrera son prácticamente vegetarianos y su cocina se nutre de los productos naturales de su propia huerta.